# Porntip Nakhirunkanok
Porntip Bui Nakhirunkanok-Simon (em tailandês:  ภรณ์ทิพย์ นาคหิรัญกนก ไซม่อน) (Bangcoc, 7 de fevereiro de 1969) é uma rainha da beleza tailandesa eleita Miss Universo 1988. No concurso realizado em  23 de maio daquele ano, em Taipé, Taiwan, ela derrotou outras 65 candidatas de todo mundo para tornar-se a segunda representante de seu país a ser coroada como Miss Universo.

## Biografia
Porntip nasceu na capital tailandesa e desde criança tinha o apelido de "Bui", hoje um de seus nomes legais, que em tailandês significa "dormir como um bebê". Aos dois anos foi para os Estados Unidos com a família, levada por seu pai, um músico local que emigrou para o país.
Em 1984, aos 15 anos, já de volta à Tailândia, ela participou de seu primeiro concurso de beleza, chamado "Tida Dome", realizado pelos alunos da Universidade de Thammasat, em que ficou em segundo lugar. Em 1988 porém, participou e venceu o Miss Tailândia, sendo indicada para representar o país no Miss Universo, em Taiwan.
No concurso, um fato inédito e único até os dias de hoje. Pela primeira vez, quatro das candidatas que chegaram ao Top 5 eram asiáticas(Tailândia, Japão, República da Coreia e Hong Kong, sendo a única exceção o México). Porntip chegou à final em quarto lugar na pontuação e não era considerada a favorita, mas impressionou tanto aos jurados durante a entrevista final, que acabou conquistando a coroa. Sua vitória foi muito comemorada na Tailândia, um país onde concursos de beleza são extremamente populares; entre outras honrarias ela foi nomeada, aos 19 anos, Embaixadora da Boa Vontade nas Nações Unidas pelo Ministério das Relações Exteriores e condecorada com a Royal Medal of Honour pelo Rei Bhumibol Adulyadej por seus serviços prestados de assistência às crianças necessitadas durante seu reinado.
De volta aos EUA, ela formou-se em Psicologia na Universidade Pepperdine, na Califórnia. Em 2002, casou-se com o empresário norte-americano Herbert Simon, dono do time de basquete Indiana Pacers e de  um conglomerado de empresas chamado Simon Property Group. Seu casamento foi celebrado pela rainha da Tailândia, Sirikit, no Palácio Real de Verão em Bangcoc e lhe deu um casal de filhos.
"Bui", como é popularmente conhecida em seu país, é admirada por seus conterrâneos - que a intitularam como "Cinderela Tailandesa" - por seu trabalho voltado à caridade, especialmente durante o tsunami de 2004 na Ásia, onde ajudou a construir escolas, flotilhas de barcos e cem novas casas para as vítimas da tragédia. Sua fundação dedicada à ajuda e concessão de bolsas de estudo aos necessitados tailandeses tem o nome de Angels Wings Foundation.
Em 2005 e 2006, voltou a ter contato próximo com o Miss Universo, sendo jurada das duas edições do concurso, o primeiro em sua terra natal e o segundo, em Los Angeles, onde foi jurada da competição preliminar.